# شوپنیتس
شوپنیتس (به آلمانی: Schwepnitz) یک شهر در آلمان است که در باوتسن واقع شده‌است. شوپنیتس ۲٬۷۳۸ نفر جمعیت دارد.